# Never Be the Same Tour
Il Never Be the Same Tour è il primo tour musicale da solista della cantante cubano-statunitense Camila Cabello, a supporto del suo primo album in studio Camila (2018).
Il tour è iniziato a Vancouver il 9 aprile 2018 ed è terminato a San Juan il 23 ottobre dello stesso anno, per un totale di 37 spettacoli.

## Scaletta
Questa è la scaletta del concerto del 9 aprile 2018 a Vancouver. Non è pertanto rappresentativa di tutti i concerti.
1. Never Be the Same
2. She Loves Control
3. Inside Out
4. Bad Things
5. Consequences
6. All These Years
7. Something's Gotta Give
8. Scar Tissue
9. In The Dark
10. Real Friends
11. Know No Better
12. Crown
13. Into It
14. Sangria Wine
15. Havana

### Variazioni della scaletta
- Il 15 aprile 2018 ha cantato Sangria Wine con il cantante Pharrell Williams durante il concerto all'Hollywood Palladium di Los Angeles.[1]
- Il 12 giugno 2018 ha cantato insieme alla cantante Anne-Marie il brano Rockabye durante il concerto presso la O2 Brixton Academy di Londra.[2]
- Il 27 giugno 2018 ha cantato insieme al cantate David Bisbal la canzone Bulería durante il concerto presso il WiZink Center di Madrid.[3]

## Artisti d'apertura
- Bazzi = 17 show
- Drax Project = 8 show
- Alec Benjamin = 2 show
- Mau y Ricky = 3 show
- Denise Rosenthal = 1 show
- Lali Esposito = 1 show
- Raquel Sofia = 1 show

## Date
| Data                  | Città             | Stato         | Luogo                               |
| Nord America          | Nord America      | Nord America  | Nord America                        |
| --------------------- | ----------------- | ------------- | ----------------------------------- |
| 9 aprile 2018         | Vancouver         | Canada        | Orpheum Theatre                     |
| 10 aprile 2018        | Seattle           | Stati Uniti   | Paramount Theatre                   |
| 11 aprile 2018        | Portland          | Stati Uniti   | Arlene Schnitzer Concert Hall       |
| 13 aprile 2018        | Oakland           | Stati Uniti   | Fox Theatre                         |
| 14 aprile 2018        | Los Angeles       | Stati Uniti   | Hollywood Palladium                 |
| 15 aprile 2018        | Los Angeles       | Stati Uniti   | Hollywood Palladium                 |
| 18 aprile 2018        | Denver            | Stati Uniti   | Paramount Theatre                   |
| 20 aprile 2018        | Minneapolis       | Stati Uniti   | State Theatre                       |
| 21 aprile 2018        | Milwaukee         | Stati Uniti   | Riverside Theater                   |
| 22 aprile 2018        | Chicago           | Stati Uniti   | Riviera Theatre                     |
| 24 aprile 2018        | Saint Louis       | Stati Uniti   | The Pageant                         |
| 25 aprile 2018        | Detroit           | Stati Uniti   | The Fillmore Detroit                |
| 27 aprile 2018        | Toronto           | Canada        | Sony Centre for the Performing Arts |
| 28 aprile 2018        | Montreal          | Canada        | MTelus                              |
| 29 aprile 2018        | Boston            | Stati Uniti   | Orpheum Theatre                     |
| 1º maggio 2018        | Filadelfia        | Stati Uniti   | The Fillmore Philadelphia           |
| 4 maggio 2018         | New York City     | Stati Uniti   | Terminal 5                          |
| Europa                |                   |               |                                     |
| 5 giugno 2018         | Glasgow           | Regno Unito   | O2 Academy Glasgow                  |
| 6 giugno 2018         | Birmingham        | Regno Unito   | O2 Academy Birmingham               |
| 12 giugno 2018        | Londra            | Regno Unito   | O2 Brixton Academy                  |
| 13 giugno 2018        | Amsterdam         | Paesi Bassi   | AFAS Live                           |
| 18 giugno 2018        | Berlino           | Germania      | Tempodrom                           |
| 20 giugno 2018        | Parigi            | Francia       | Salle Pleyel                        |
| 26 giugno 2018        | Barcellona        | Spagna        | Sant Jordi Club                     |
| 27 giugno 2018        | Madrid            | Spagna        | WiZink Center                       |
| Nord America          |                   |               |                                     |
| 30 luglio 2018        | Atlantic City     | Stati Uniti   | Borgata Event Center                |
| 31 luglio 2018        | Uncasville        | Stati Uniti   | Mohegan Sun Arena                   |
| 24 settembre 2018     | Città del Messico | Messico       | Palacio de los Deportes             |
| 25 settembre 2018     | Guadalajara       | Messico       | Auditorio Telmex                    |
| 27 settembre 2018     | Monterrey         | Messico       | Auditorio Citibanamex               |
| Sud America           |                   |               |                                     |
| 11 ottobre 2018       | Porto Alegre      | Brasile       | Estádio Beira-Rio                   |
| 13 ottobre 2018       | Uberlândia        | Brasile       | Estadio Municipal Parque do Sabiá   |
| 14 ottobre 2018       | San Paolo         | Brasile       | Allianz Parque                      |
| 16 ottobre 2018       | Curitiba          | Brasile       | Pedreira Paulo Leminski             |
| 18 ottobre 2018       | Santiago del Cile | Cile          | Movistar Arena                      |
| 20 ottobre 2018       | Buenos Aires      | Argentina     | DirecTV Arena                       |
| Centro e Nord America |                   |               |                                     |
| 23 ottobre 2018       | San Juan          | Porto Rico    | Coliseo de Puerto Rico              |
| 6 febbraio 2019       | Los Angeles       | Stati Uniti   | Orpheum Theatre                     |
| Asia                  |                   |               |                                     |
| 15 febbraio 2019      | Dubai             | Emirati Arabi | Dubai Media City Amphitheatre       |
| Nord America          |                   |               |                                     |
| 5 marzo 2019          | Houston           | Stati Uniti   | NRG Stadium                         |